# ヴィレッジ・ロードショー
ヴィレッジ・ロードショー株式会社（Village Roadshow Limited）は、映画館やテーマパークの運営や、映画の製作・配給を行うオーストラリアの企業。未公開株式投資会社のBGHキャピタルに買収される前は、オーストラリア証券取引所に上場し、創業者のロック・カービーの家族がトップに立つヴィレッジ・ロードショー社が過半数の株を所有していた。

## 社歴
ヴィレッジ・ロードショーは、1954年に創業者のロック・カービーがメルボルン郊外のクロイドンクロイドンでオーストラリア初のドライブインシアターを運営したのが始まりで、その後、現在の「ヴィレッジ・シネマズ」ブランドとなる「ヴィレッジドライブインヴィレッジ・ドライブイン」（Village Drive-ins and Cinemas）として事業を開始した。そのドライブインは「クロイドン・ヴィレッジ」と呼ばれるショッピングストリートに隣接していたため、「ヴィレッジ」という社名が採用された。その後、同社は主要な地域で従来の映画館運営にも進出したが、現在でもメルボルンのコーバーグコバーグで「コバーグ・ドライブイン」を運営している。
1960年代には、映画配給事業（かつてはグレーター・ユニオン社と折半出資）を開始するほど事業規模を拡大し、1970年代に至っては映画製作事業に進出するほどとなった。元々あった映画館チェーンは、今や同社が手がけるいくつかの事業のひとつとなった。
1980年代、ヴィレッジ・ロードショー社は、最先端のシネマコンプレックス（複合映画館）作りにおける立役者のひとつであった。この時期に導入された革新的な技術には、スタジアムスタイルの座席、洗練されたサウンドシステム、最新の映写技術などがある。この時代の映画館は、今日のシネコンの先駆けとなっている。
1988年、ヴィレッジ・ロードショー社はデ・ラウレンティス・エンターテインメント・グループを買収し、ヴィレッジ・ロードショー株式会社に社名を変更した。これにより、会社はさらなる事業拡大のための資金を調達することができるようになった。
1990年代には、メディアとエンターテインメントを補完する事業へと経営を多角化させた。これには、テーマパークの買収と開発、トリプルMとTodayのラジオネットワークの買収と統合によるオーステレオの設立、Roadshow Musicの設立、ヴィレッジ・ロードショー・ピクチャーズの設立、ワーナー・ブラザースとの共同製作契約の締結などが含まれている。
その後、ヴィレッジ・ロードショー社は、国際映画市場をオーストラリアとシンガポールに縮小した。同社は、ヴィレッジ・ロードショー・ピクチャーズ部門とコンコード・ミュージック・ミュージックを合併し、ロサンゼルスを拠点とする多角的エンターテインメント部門となる「ヴィレッジ・ロードショー・エンターテインメント・グループ」を設立した。
2003年、同社は、グレーター・ユニオンや他のいくつかの映画館ブランドを所有するアマルガメイテッド・ホールディングスと合弁会社オーストラリアン・シアターズを設立した。設立当初の事業であるヴィレッジ・シネマズは、この合弁事業の一部である。
2008年、ヴィレッジ・ロードショー社と、テレビプロデューサーのノーマン・リアが共同経営するコンコード・ミュージック・グループは、映画と音楽の資産を活用するための新会社を設立し、合併を完了したと発表した。新会社の投資家には、Lambert Entertainment、未公開株式投資会社のTailwind Capital Partnersテールウィンドキャピタルパートナーズとクラリティ・パートナーズが名を連ねている。しかし、2013年3月25日、ウッド・クリーク・キャピタル率いる投資家グループがヴィレッジ・ロードショー・エンターテイメント・グループ（Village Roadshow Entertainment Group）からコンコード・ミュージック・グループを買収した。
2019年末、同社のベテランであるグラハム・バークがCEOを退任し、非常勤取締役となり、クラーク・カービーが後任のCEOに就任した 。
2020年、ヴィレッジ・ロードショー社は、未公開株投資会社のBGHキャピタルと買収提案について協議していた。しかし、COVID-19のパンデミックによりテーマパークや映画館が閉鎖されたため、そのオファーは取り下げられた 。

## 資産

### 現在
- ロードショーテレビ
  - ロードショーラフダイアモンド（ジョンエドワードとの合弁事業）[10]
  - BLINK TV（台本なしの制作会社）
- オーストラリアン・シアターズ（英語版）（イベントホスピタリティ＆エンターテインメントとの合弁事業）
  - ヴィレッジ・シネマズ（英語版）（元の事業）
  - イベントシネマ
    - グレーター・ユニオン
    - バーチ、キャロル、コイル
- ロードショーエンターテインメント
  - ロードショーフィルム
    - FilmNation Entertainment （31％、2020年5月）[11]
- ヴィレッジ・ロードショー・エンターテインメント・グループ（20％、2020年5月）[11]
  - ヴィレッジ・ロードショー・ピクチャーズ・エンターテインメント
    - ヴィレッジ・ロードショー・ピクチャーズ
      - パーフェクト・ビレッジ・エンターテインメント（中国）（パーフェクト・ワールド・ピクチャーズおよびWME-IMGチャイナとの合弁事業）[12]
      - ヴィレッジ・ロードショー・ピクチャーズ・アジア

  - ヴィレッジ・ロードショー・テレビ
  - ヴィレッジ・ロードショー・プロダクション
  - リール株式会社
    - リールDVD
- ビレッジロードショーテーマパーク
  - オーストラリアのアウトバックスペクタキュラー
  - パラダイスカントリー
  - シーワールド
    - シーワールドリゾート&ウォーターパーク

  - ワーナー・ブラザース・ムービー・ワールド（AT&Tとの合弁事業）
  - Wet'n'Wild（CNLフィナンシャル・グループとの合弁事業）
    - ウェットアンドワイルドラスベガス
    - ウェットアンドワイルドゴールドコースト
- ヴィレッジ・ロードショー・スタジオ
- ヴィレッジ・ロードショーマーケティングソリューション
  - オピア
- ヴィレッジ・フィルムズ・ギリシャ
- ロードショー・ミュージック
- ゴールデン・ヴィレッジ[13]
  - ゴールデン・ヴィレッジの写真

### 過去
- オーステレオ
- コンコードミュージック
- フライングバークプロダクション
- エッジ
- エッジコンシューマー
- ライフスタイルリワード

## 参照
- 映画製作会社一覧
- テレビ制作会社一覧